# Eric Close
Eric Randolph Close (Staten Island, Nueva York, Estado de Nueva York; 24 de mayo de 1967) es un actor estadounidense.

## Biografía

### Infancia y formación
Su padre es un cirujano ortopédico y tiene dos hermanos menores, Randy y Christopher.

Su familia se mudó a Indiana, luego a Míchigan, y finalmente se instaló en San Diego (California) cuando Eric tenía siete años.

Se mudó a Los Ángeles para seguir clases en la Universidad de California del Sur donde se diploma en ciencias de la comunicación en 1989.

### Carrera de actor
Después de diplomarse en comunicaciones, acude primero a varios cástings y hace algunos anuncios publicitarios.

Decide finalmente comenzar una carrera de actor. Su primera aparición es en un episodio de MacGyver en 1991.

Entre las obras de teatro y el cine, Eric Close adquiere notoriedad en Hollywood, lo que le permite aparecer como estrella invitada en varias series de televisión.

### Carrera de realizador
Eric Close está muy interesado en ser realizador. De hecho, ha dirigido varios episodios de Sin Rastro durante las temporadas 5, 6 y 7.

También compró los derechos de realización para una novela de Kim Meeder, Hope Rising, historia de una pareja que devuelve la esperanza a adolescentes con dificultades gracias a los caballos.

### Vida privada
El actor está casado desde 1995 con Keri, una asistente social; juntos tienen dos hijas: Katie (nacida en octubre de 1998) y Ella (nacida en abril de 2001).

También está involucrado en una asociación de búsqueda de niños desaparecidos o explotados.

## Filmografía

### Películas
- 1992: Keeping Secrets: el joven Michael (no aparece en los créditos)
- 1992: American Me: Atacante de Juvie Hall
- 1993: Taking Liberty
- 1994: Without Consent: David Mills
- 1995: The Strange Beside Me: Chris Gallagher
- 2000: The Sky Is Falling: Mike
- 2001: Follow The Stars Home: Mark McClure
- 2001: The Crash of Flight 323: Tom Price
- 2003: Alvarez & Cruz: Charlie
- 2008: Saving Angelo: Padre
- 2014: American Sniper: Agente Snead

### Series
- 1991: MacGyver (temporada 7 - episodio 4)
- 1994: Hércules (episodio 2): Telamon
- 1991-1996: Sisters (temporada 6): William Griffin
- 1992-1993: Santa Bárbara (temporada 1): Sawyer Walker
- 1994: McKenna
- 1996-1997: Cielo negro (temporada única): John Loengard
- 1998: Los 7 magníficos: Vin Tanner
- 1999: Now And Again (temporada 1): Michael Wiseman
- 2002: Taken (temporada 1): John
- Desde 2002 hasta 2009: Sin rastro (temporadas 1, 2, 3, 4, 5, 6, 7): Martin Fitzgerald
- 2010: Seven Deadly Sins: Mr. Powell
- 2010: Mentes criminales (temporada 5, episodio 23): Detective Matt Spicer
- 2012: Nashville (temporadas 1-4)
- 2016: Suits (temporada 5, episodio 5): Travis Tanner

### Como realizador
Sin rastro
- Temporada 5
  - Episodio 20: Skin Deep
- Temporada 6
  - Episodio 11: 4G
- Temporada 7
  - Episodio 15: Chameleon
  - Episodio 23: True